# توم كيبل
توم كيبل (بالإنجليزية: Tom Kibble)‏ (و. 1932 – 2016 م) هو فيزيائي، وبروفيسور (أستاذ جامعي) من المملكة المتحدة . ولد في تشيناي .
وهو عضو في الجمعية الملكية .

## التعليم
تعلم في جامعة إدنبرة

## مناصب وهيئات
أدار إمبريال كوليدج لندن.

## جوائز
حصل على جوائز منها:
- وسام هيوز (1981)
- جائزة ساكوراي
- قلادة ملكية
- قائد وسام الامبراطورية البريطانية
- زميل في الجمعية الملكية.